# عزيز بشتيوان
عزيز نور محمد يارويس الملقب بـ عزيز بشتيوان ولد في 12 أيلول 1912 في قرية سوزبلاخ من توابع قضاء خانقين أنهى دراسته الابتدائية في مدرسة خانقين الابتدائية ليلتحق بعد ذلك إلى إعدادية في بغداد ثم أكمل دار المعلمين متفوقاً على وجبته ولذلك عين معلماً في دار المعلمين نفسها وثم نقل إلى العمارة ودرس في مدرسة الفالحية عام 1934 واستمر حتى عام 1937 ليعود إلى خانقين ثانية معلماً في مدرسة قولة برز، وأثناء هذه المدة كان «عزيز بشتوان» قريباُ من كبار شخصيات الكورد آنذاك من خلال عضويته الفاعلة في «نادي الارتقاء الكوردي».

## حياته السياسية
أنظم إلى حزب هيوا الوطني وبحكم علاقته مع رفيق حلمي رئيس «حزب هيوا»، شارك في مؤتمر كلار سنة 1944 كمسؤل للحزب عن قضاء خانقين لدعم ثورة بارزان أنظم إلى الحزب الديمقراطي الكردستاني حين تأسيسها بعد الحرب العالمية الثانية توفى في بغداد سنة 2001 ودفن حسب وصيته في خانقين في مقبرة خضر زنده، لقبه ياتي حسب المعلومات الموجودة من خلال تشكيله لتنظيم قومي باسم بشتيوان في ثلاثينات القرن الماضي مع كل من مير حاج ونوري احمد طه وهم من الضباط الذين شاركوا في الدفاع عن جمهورية مهاباد سنة 1945 ، بعد تحرير خانقين سنة 2003 خلد اسم وذكرى عزيز بشتيوان بنصب تذكاري وسط مدينة خانقين كما كانت هناك محاولات لتشكيل كلية أو جامعة أهلية في مدينة خانقين من قبل مجموعة من الاكادميين باسم جامعة بشتيوان تخليداً لذكرى هذا المناضل.

## اعتقاله
وكان كادراُ فعالاً في الحزب مما تعرض إلى الملاحقة والسجن والنفي والطرد من الوظيفة وقد ربى ابناءه وبناته على حب الوطن والتفاني من اجله واحيانا كانت العائلة تزج إلى السجن كلها كما حدث اثناء تولى حزب البعث الحكم عام 1968 حيث سجن ومعه اولاده كل من سيروان وريزان وبشتيوان وابنته نسرين ولم يطلق سراحهم (عدا نسرين) الا بعد التوقيع على اتفاقية اذار 1970 وذهب اثنين من ابنائه (زوران وكامران) شهداء للحركة الكوردية.